# 寂地峡

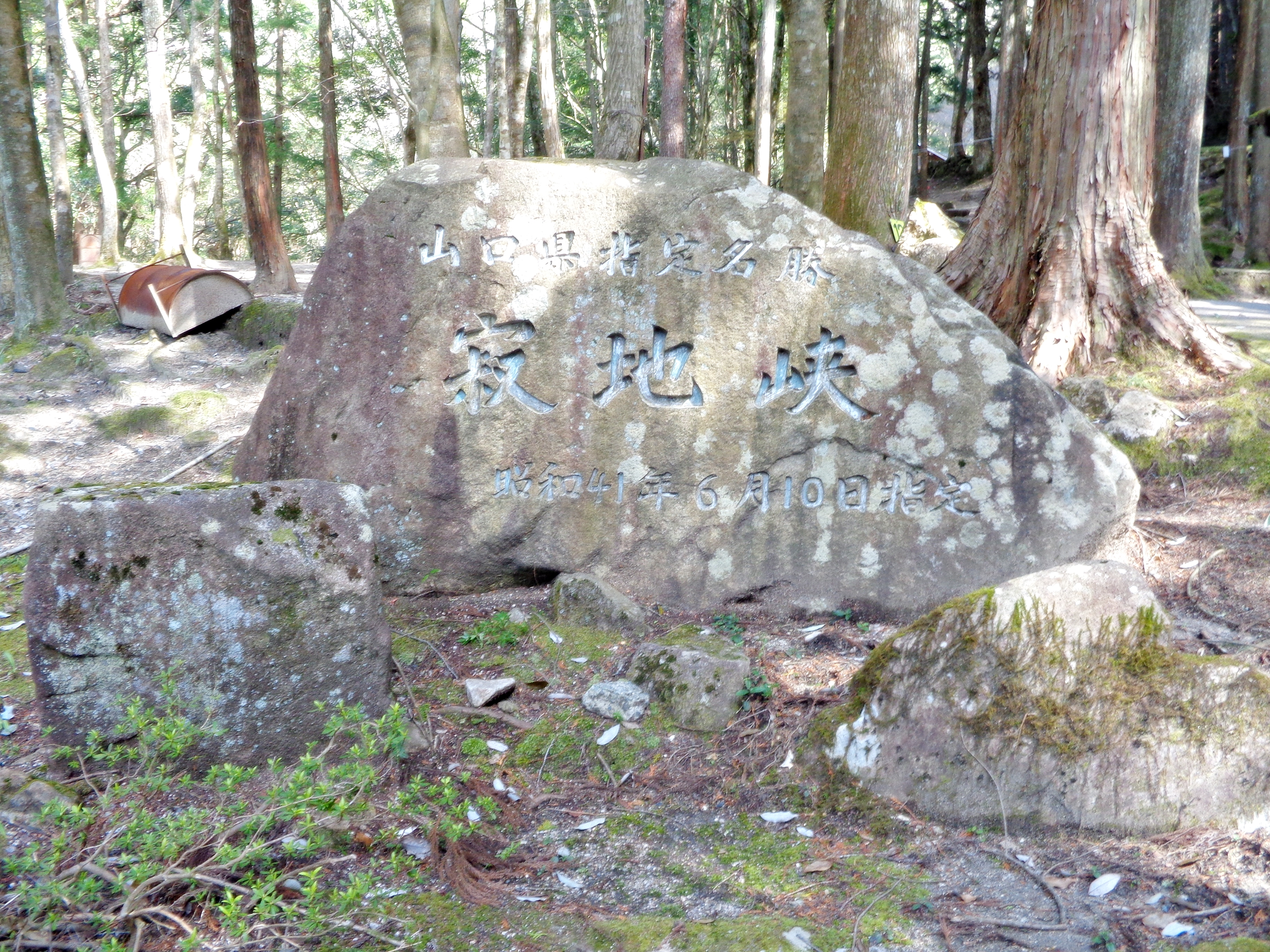
寂地峡の碑

寂地峡（じゃくちきょう）は、山口県岩国市錦町にある峡谷。

## 概要
西中国山地国定公園の三大渓谷の一つとされる。標高300m、錦川支流の宇佐川にあり、犬戻峡と竜ヶ岳峡の二つに分かれている。犬戻峡は犬戻十八滝が名所で、幾つもの滝が連続する。特に五竜の滝は環境省の日本の滝百選にも選ばれている名瀑。対して竜ヶ岳峡は七ヶ所の滝を中心として、奇岩、岩屋が連続する。寂地山の頂から清冽な水が流れており、1985年（昭和60年）寂地川として名水百選に選ばれている。
湧水が豊富で水質が良いことから飲料水やワサビ栽培に利用されている。

## 名所
- 竜ヶ岳峡
  - 七ヶ所の滝
- 犬戻峡
  - 犬戻十八滝
    - 五竜の滝 - 日本の滝百選

## 五竜の滝
犬戻峡にある犬戻十八滝のうち、特に龍の名を冠した5つの滝は総称して寂地峡五竜の滝と呼ばれ、日本の滝百選に選定されている。滝は川上より順に以下の通りである。
- 龍頭の滝：落差14m。
- 龍門の滝：落差18m。
- 白龍の滝：落差10m。
- 登龍の滝：落差8m。
- 龍尾の滝：上段15m＋下段5mの段瀑となっている。

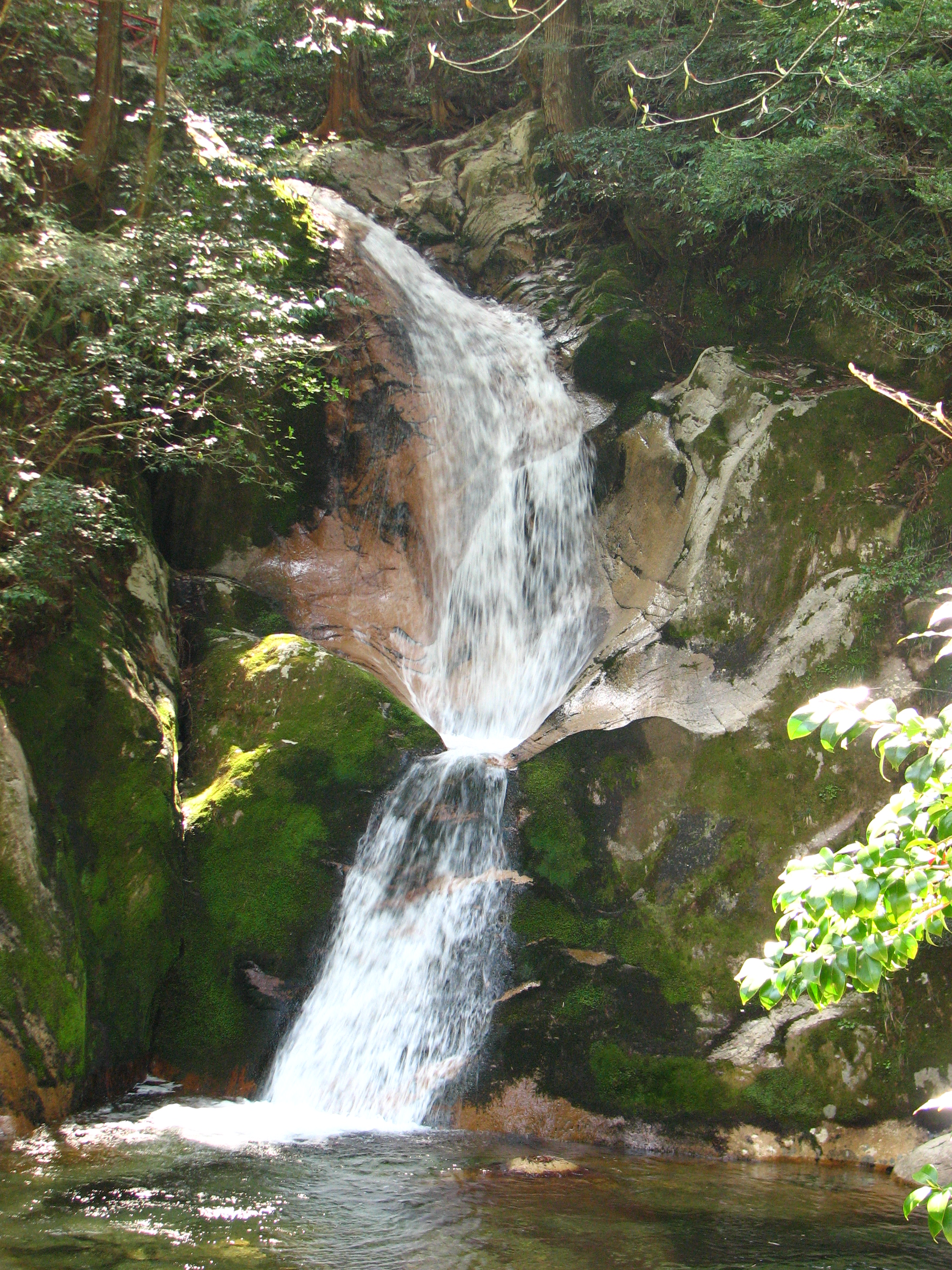
龍尾の滝
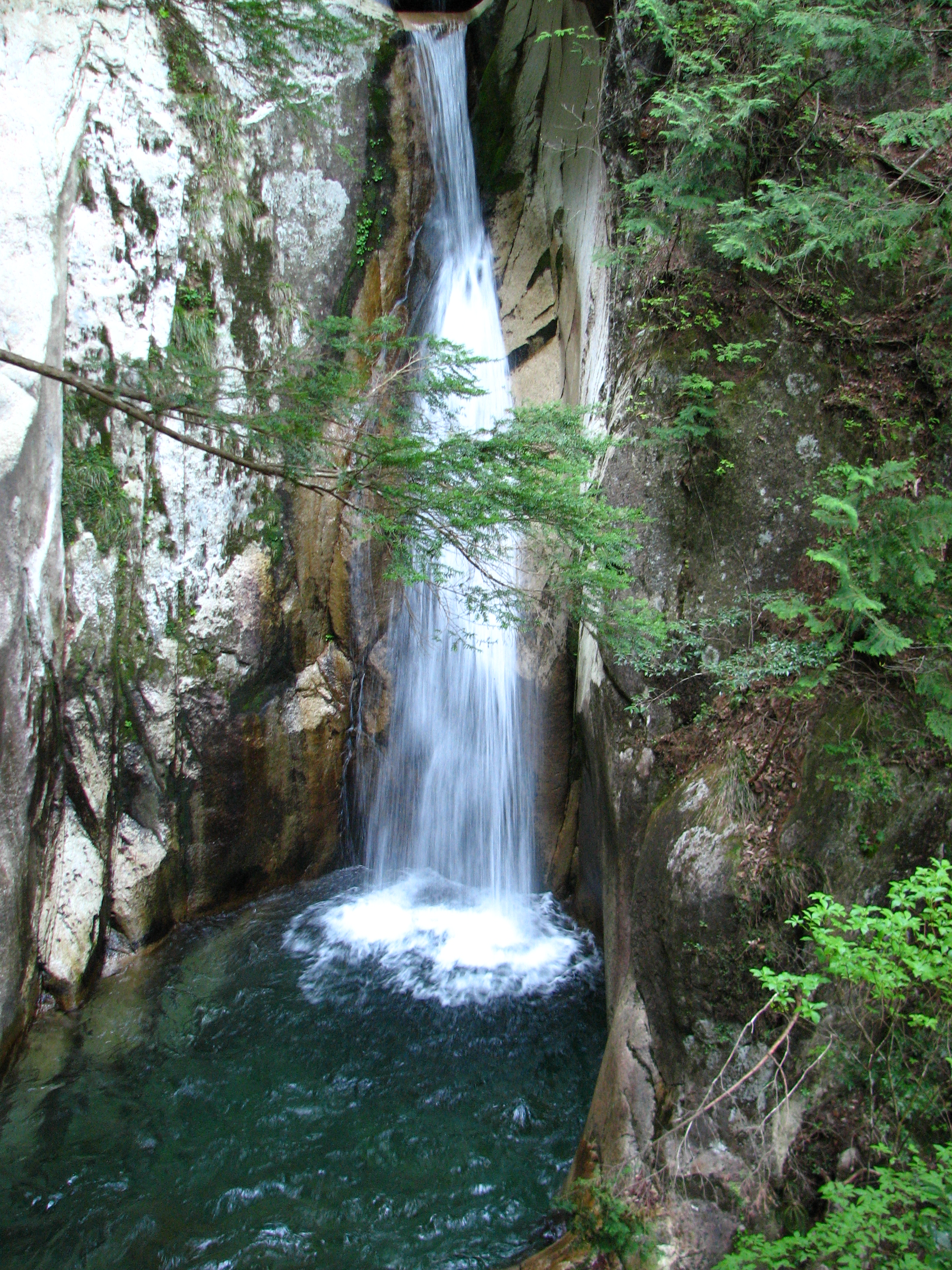
龍頭の滝

## 由来
伝説によれば、その昔、この川には大蛇が棲んでおり木々をなぎ倒したり毒気を含んだ息を吐いて草花や作物を枯らして住民を悩ませていた。そこに寂地坊という旅の僧が現れて祈祷を行い大蛇を見事に退治した。寂地の名はその僧に由来する。

## 所在地
山口県岩国市錦町宇佐

## 交通アクセス
- 錦川鉄道錦町駅から岩国市営錦バス「寂地登山口」行きで約1時間、「寂地峡入口」停留所下車 徒歩5分